# John Todhunter
Pour les articles homonymes, voir Todhunter.
John Todhunter (né le 30 décembre 1839 à Dublin et décédé le 25 octobre 1916 à Bedford Park) est un poète et dramaturge irlandais.

## Biographie
Il fit ses études de médecine au Trinity College (Dublin). Il enseigna la littérature britannique alors qu'il terminait ses études de médecine. Il voyagea à travers l'Europe avant de se fixer à Londres en 1881. Là, il fréquenta les milieux littéraires et occultistes et devint ami avec William Butler Yeats. Il fut ainsi membre de la Golden Dawn et écrivit par exemple A Comedy of Sighs en 1894 pour l'actrice-administratrice Florence Farr, elle-même membre de la Golden Dawn.

## Œuvres

### Poésie
- Laurella and Other Poems (1876)
- Alcestis: A Dramatic Poem (1878)
- The True Tragedy of Rienzi; Tribune of Rome (1881)
- Forest Songs & Other Poems (1881)
- The Banshee and Other Poems (1888)
- How Dreams Come True (1890)
- The Poison Flower (1891)
- The Legend of Stauffenberg (1890)
- The Irish Bardic Tales (1896)
- Sounds and Sweet Airs (1904)
- An Irish Love song

### Théâtre
- Helena in Troas (1886)
- A Sicilian Idyll (1890)
- The Black Cat (1893)
- A Comedy of Sighs (1894)

### Prose
- A study of Shelley (1879)
- The Life of Patrick Sarsfield, Earl of Lucan (1901)

### Traduction
- Heinrich Heine's Book of Songs (1907)

## Source
- (en) Cet article est partiellement ou en totalité issu de l’article de Wikipédia en anglais intitulé « John Todhunter » (voir la liste des auteurs).